# Добропасовое
Добропасовое (укр. Добропасове; до 2016 года — Червоный Лиман, укр. Червоний Лиман) — село в Александровском сельском совете Покровского района Днепропетровской области Украины.
Код КОАТУУ — 1224280521. Население по переписи 2001 года составляло 475 человек.

## История
19 мая 2016 года Верховная рада Украины приняла постановление «О переименовании отдельных населённых пунктов и районов» (укр. «Про перейменування окремих населених пунктів та районів»), согласно которому село было переименовано в Добропасовое. Село было названо в честь бойца 25-й отдельной воздушно-десантной бригады, которая дислоцировалась в Днепропетровской области. Стрелок-зенитчик Сергей Добропас, которому было 23 года, погиб 14 июня 2014 года в Луганском аэропорту в сбитом вооружёнными формированиями ЛНР украинском военно-транспортном самолёте Ил-76.

## Географическое положение
Село Добропасовое находится на левом берегу реки Волчья, ниже по течению на расстоянии в 1 км расположено село Александровка, на противоположном берегу — пгт Покровское и село Ягодное.

## Экономика
Молочно-товарная, птице-товарная, свино-товарная и овце-товарная фермы, машинно-тракторные мастерские.

## Объекты социальной сферы
- Детский сад, школа, фельдшерско-акушерский пункт, клуб.

## Достопримечательности
- Братская могила советских воинов, погибших в Великой Отечественной войне.